# 1

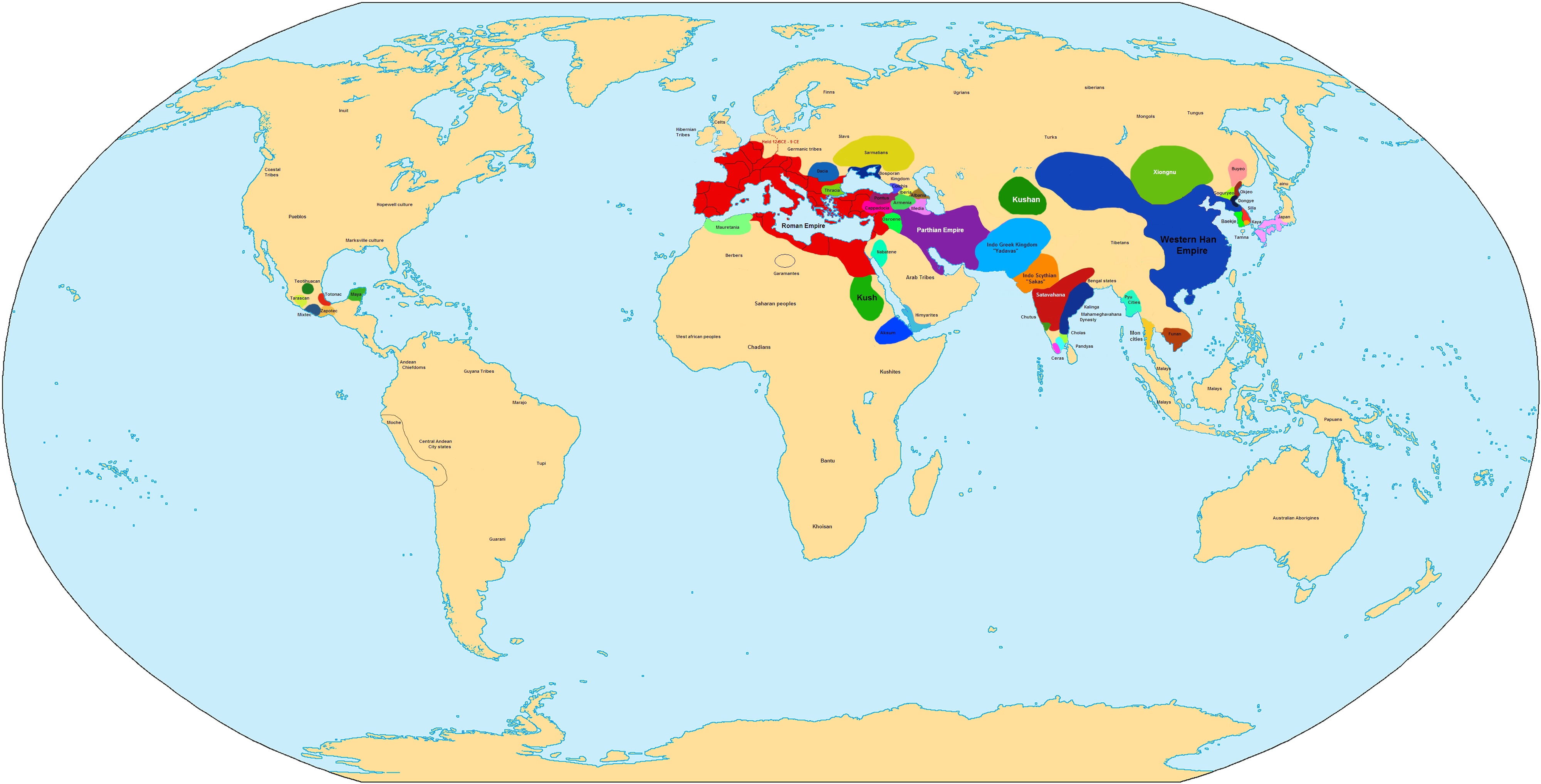
Świat w 1 n.e.

| [ Edytuj tabelę ] |                                   |
| Król Armenii      | - 2 p.n.e. Erato (królowa) 2      |
| Cesarz Chin       | - 1 p.n.e. Han Pingdi 6           |
| Król Kapadocji    | - 36 p.n.e. Archelaos 17          |
| Król Kommageny    | - 12 p.n.e. Antioch Filokajsar 17 |
| Władca Korei      | - 19 p.n.e. Yuri 18               |
| Król Mauretanii   | - 25 p.n.e. Juba II 23            |
| Król Nabatei      | - 9 p.n.e. Aretas IV 40           |
| Król Partów       | - 2 p.n.e. Fraates V 4            |
| Cesarz Rzymu      | - 27 p.n.e. Oktawian August 14    |
| Król Tracji       | - 11 p.n.e. Remetalkes I 12       |

Rok 1 / I
stulecia: I wiek p.n.e. ~
I wiek ~
II wiek

lata: 10 p.n.e. «
5 p.n.e. «
4 p.n.e. «
3 p.n.e. «
2 p.n.e. «
1 p.n.e. «
1
» 2
» 3
» 4
» 5
» 6
» 11

## Wydarzenia
- Początek „naszej ery” (Common Era lub Anno Domini). Faktyczna data narodzin Jezusa Chrystusa to raczej 5/4 p.n.e.
- Ludność świata wynosiła ponad 200 mln, maksymalnie 400 mln[1].

Ameryka
- Przybliżona data początku dominacji kultury Mochica na wybrzeżu Peru
- Początek kultury Teotihuacán w Mezoameryce. (data przybliżona)

Europa
- Lucjusz Emiliusz Paulus i Gajusz Cezar (wnuk Augusta) zostali mianowani konsulami w Rzymie.
- Gajusz Cezar stłumił rewoltę w Armenii.
- Kwiryniusz został głównym doradcą Gajusza w Armenii.
- Tyberiusz, z rozkazu Oktawiana Augusta, tłumił rewoltę w Germanii (1–5).
- Gajusz Cezar poślubił Liwillę, córkę Antonii Młodszej i Druzusa Starszego.
- Areius Paianeius został archontem Aten.

Azja
- Wang Mang został przywrócony jako regent przez chińską cesarzową Wang Zhengjun.
- Umarł Sapadbizes, książę Yuezhi i król Kuszanów w Baktrii. Nowym królem został Heraios.

Afryka
- Założenie królestwa Aksum na terenach dzisiejszej Etiopii i Erytrei. (data przybliżona)
- Zmarła Amanishakheto, królowa Kusz (Nubii). Królem został jej syn Natakamani.

## Urodzili się
- Junniusz Anneusz Gallio, rzymski prokonsul (zm. 65).
- Pallas, grecki wyzwoleniec, doradca polityczny (zm. 63).
- Szymon Piotr, apostoł.
- Sekstus Afraniusz Burrus, pochodzący z Galii Narbońskiej wojskowy rzymski (zm. 62)

## Zmarli
- Amanishakheto, królowa Kusz.
- Arshak II Iberyjski, król Iberii kaukaskiej z dynastii Nimrodid.
- Sapadbizes, król Kuszanów.
- Gajusz Antistius Vetus, rzymski konsul (ur. 50 p.n.e.)